# Les Broncos du Montana
Les Broncos du Montana est un album de bande dessinée de la série Jerry Spring créée par Jijé. Il s'agit de la dix-septième histoire de la série. Les dessins sont de Jijé et le scénario de Philip. Elle est publiée pour la première fois en 1963 du no 1322 au no 1343 du journal Spirou, puis elle parait sous forme d'album (le numéro 14 de la collection) aux éditions Dupuis en 1965.

## Univers

### Synopsis
Dans le Nord-Ouest des Etats-Unis, la cavalerie américaine a un besoin urgent de chevaux de remonte. Le gouvernement a décidé d'offrir 100 dollars pour chaque mustang sauvage qu'on pourra capturer et lui amener. Le contrat est proposé à Jerry Spring, en concurrence avec un autre traqueur, du nom de Jim Barrett. Immédiatement, le personnage se montre hostile envers Jerry : il espérait obtenir l'exclusivité de la fourniture de chevaux pour l'armée, et partager le contrat ne lui plait pas du tout. Pour apaiser les tensions, Jerry se montre conciliant : il propose à Barrett de se répartir les territoires prospectés, pour l'un le Wyoming, pour l'autre le Montana, et laisse même à son concurrent le choix du terrain. De mauvais gré, Barrett choisit le Montana.
Pour accomplir sa mission, Jerry Spring fait appel à son vieil ami Pancho. Les deux hommes se retrouvent sur le gué de la rivière Belle-Fourche, au Wyoming, et c'est l'occasion d'un nouvel accrochage avec Jim Barrett, qui cherche lui aussi à constituer une équipe pour traquer les chevaux sauvages. Humilié, Barrett jure de "prendre sa revanche".
Jerry et Pancho, accompagnés par Chico, le jeune Mexicain qu'ils ont pris sous leur protection (voir l'album N°12, El Zopilote), commencent leur chasse, mais les choses se présentent mal. En effet, les Indiens Dakotas de la région considèrent les mustangs sauvages comme leur propriété, et refusent que des Blancs ne les capturent. On leur conseille plutôt de pousser jusqu'au Montana, où les chevaux sauvages seraient plus abondants, mais justement c'est ce que Jerry s'est engagé à ne pas faire ! Pour compliquer encore leur tâche, Jim Barrett, qui les précède sur la piste, s'est chargé de monter les Indiens contre eux, en les prévenant que deux "visages pâles" s'apprêtent à venir sur leur territoire pour voler leurs chevaux.
La première rencontre de Jerry et ses amis avec les Dakotas est donc plutôt houleuse, mais Jerry réussit à retourner la situation grâce à un coup de chance : alors qu'il était parti chasser, il sauve la vie d'un jeune Indien attaqué par un puma, et s'attire ainsi les bonnes grâces du chef des Dakotas, Feuille Rouge, qui invite les trois visages pâles dans son campement. Tandis que se tient un pow-wow entre les Anciens pour décider s'il faut autoriser ou non les Blancs à capturer les mustangs, Pancho décide de mettre son grain de sel dans l'affaire. A l'insu de Jerry, il fait une proposition au chef indien, qui doit arranger tout le monde... Ainsi, lorsque Feuille Rouge annonce que les Dakotas chasseront les chevaux pour son compte, tandis qu'il restera au camp pour construire un corral, Jerry est à la fois très surpris et déçu de ne pas participer à la chasse.
Cependant, dès le lendemain, les Indiens préparent l'expédition de chasse, dirigée par le fils du chef, Main Gauche. Accompagnés par Pancho, grimé en Indien Dakota, ils font route pendant plusieurs jours en direction du Montana. C'est en effet le plan du rusé Mexicain : les Indiens captureront les mustangs au Montana et les ramèneront au Wyoming. Ils préservent ainsi leur propre troupeau, et personne ne pourra reprocher à Jerry d'avoir manqué à sa parole, puisqu'il n'aura pas participé lui-même à la traque. Un soir, les Indiens tombent sur Jim Barrett et sa petite équipe de traqueurs. Conseillés par Pancho, ils font mine d'accepter sa proposition : capturer les chevaux pour son compte, en échange d'une bouteille de whisky par bête livrée.
Pendant ce temps, au campement indien, pressentant une entourloupe, Jerry s'impatiente et décide de partir rejoindre les chasseurs, accompagné de Chico. Il ne tarde pas à comprendre, en suivant leur piste, que les Dakotas ont pris la route du Montana, ce qui le met dans une situation difficile vis-à-vis de l'armée et de la promesse faite à Barrett. Il se doute aussi que Pancho doit être derrière tout cela...
Bien plus au nord, cependant, Barrett est quant à lui très satisfait : les Dakotas ont rassemblé plus de 200 mustangs en échange de quelques bouteilles de mauvais whisky. Mais une nuit, alors qu'il fête la réussite de son plan en se saoulant avec ses hommes, Pancho et Main Gauche s'introduisent dans le corral et répandent la panique parmi les chevaux, qui s'enfuient. Le troupeau est vite regroupé par les Dakotas, qui prennent la route du sud, pour le ramener vers le Wyoming. Barrett et l'un de ses acolytes suivent leurs traces, bien décidés à récupérer les bêtes. À défaut d'Indiens, ils tombent par hasard sur Jerry et Chico, qui suivent aussi la piste. Barrett se défoule en frappant Jerry, qui ne peut riposter pour épargner Chico, mais c'est sans compter sur Ruby, le cheval de Jerry, qui se précipite pour protéger son maître. Barrett n'hésite pas à commettre l'acte le plus méprisable dans l'Ouest, indigne de tout cow-boy digne de ce nom : tirer sur un cheval sans cavalier. Cela indigne jusqu'à son propre complice, qui le désarme et l'abandonne lorsqu'il va abattre Jerry. "Dans l'Ouest, ça ne se fait pas, Barrett..."
Ruby est blessé, mais superficiellement. Quelques jours aux bons soins des Dakotas lui permettront de se remettre. Plus délicate - et orageuse - est la mise au point entre Jerry et Pancho, mais le "Gordito" s'en tire comme d'habitude, avec une pirouette. Pendant ce temps, la harde de chevaux sauvages est ramenée jusqu'au Wyoming et Jerry, Pancho ainsi que les Indiens commencent le dressage des mustangs, ce qui ne se fait pas sans mal. Le plus bel étalon du troupeau réussit même à s'échapper du corral, et Jerry après une longue et épuisante traque à pied, à la manière indienne, parvient à le capturer pour l'offrir à Main Gauche, en remerciement de son aide. Il reste cependant le plus délicat : Jerry va devoir s'expliquer avec l'armée, car ses chevaux viennent du Montana, contrairement à sa promesse.
Précédent la harde de quelques heures, Jerry se présente au fort de la cavalerie US, et il est reçu très fraîchement par le commandant. En effet, Barrett l'a précédé et a présenté les choses à sa façon, accusant Jerry de tous les maux. Pour montrer sa bonne foi, il propose de partager la prime avec Barrett, bien qu'il n'y ait aucun droit. Cette proposition est acceptée par le commandant, qui désire mettre un terme au conflit, mais visiblement elle ne convient pas vraiment à Barrett. En effet, quelque temps plus tard, alors que Jerry est reparti à la rencontre du troupeau, il tombe sur Barrett qui l'attend au bord d'un torrent en crue. Ce dernier lui propose de régler leurs comptes "en gentlemen, avec les poings". Mais dès que Jerry a dégrafé son ceinturon, son adversaire sort un petit derringer de sa veste et s'apprête à le tuer. Il est sauvé par l'arrivée impromptue de Pancho, venu reconnaître le gué. Barrett tombe dans les eaux écumantes du torrent, et il est aussitôt emporté par le courant.
Les mustangs sont finalement livrés aux militaires, et la part de prime dévolue à Barrett reviendra aux Indiens Dakotas.

### Personnages
Jerry Spring : le principal héros de l'histoire. Jeune homme aux allures de cow-boy, monté sur un magnifique cheval nommé Ruby, qui n'accepte aucun autre cavalier que lui. Courageux, loyal, fidèle en amitié, il est toujours prêt à redresser les torts, à rétablir la justice et à se porter à l'aide de qui en éprouve le besoin.
Pancho dit El Panchito ou El Gordito : mexicain rondouillard, il est l'ami indéfectible de Jerry Spring, même si les initiatives aventureuses de ce dernier le laissent parfois perplexe. Il aime la sieste et la tequila, mais peut aussi à l'occasion s'avérer un redoutable combattant.
Chico : jeune Mexicain alerte et débrouillard que Jerry et Pancho ont pris sous leur protection.
Jim Barrett : aventurier sans scrupule qui ne recule devant pas grand chose pour parvenir à ses fins.
Feuille Rouge : chef des Indiens Dakotas au Wyoming. Vieux guerrier sage et réfléchi.
Main Gauche : guerrier Dakota, fils du chef Feuille Rouge.
Joe "Skinny" Eskine : homme de main recruté par Barrett. Peu scrupuleux, il est pourtant resté fidèle aux valeurs essentielles de l'Ouest.